# Lajos Németh
Lajos Németh (Gyomaendrőd, 16 de agosto de 1944 - Gyomaendrőd, 26 de enero de 2014) fue un árbitro y jugador de fútbol húngaro que jugaba en la demarcación de delantero.

## Biografía
Lajos Németh debutó como futbolista en 1962 a los 18 años de edad con el Gyomai SE. Tras un breve paso posteriormente por el Honvéd Szalvai SE, en 1966 fichó por el Budapest Honvéd FC, donde marcó dos goles en diez partidos jugados. Un año después fue traspasado al Békéscsaba 1912 Előre SE para las once temporadas siguientes, onde marcó 16 goles en 101 partidos jugados. Finalmente se retiró como futbolista en 1978 a los 34 años de edad. Tres años después de su retiro y tras titularse como árbitro de fútbol, Németh se convirtió en árbitro de la Nemzeti Bajnokság I, de la UEFA y de la FIFA, llegando a arbitrar en la Copa Mundial de Fútbol de 1986.

## Clubes
| Club                     | País    | Año         | Partidos | Goles |
| ------------------------ | ------- | ----------- | -------- | ----- |
| Gyomai SE                | Hungría | 1962 - 1965 | ¿?       | ¿?    |
| Honvéd Szalvai SE        | Hungría | 1965 - 1966 | ¿?       | ¿?    |
| Budapesti Honvéd SE      | Hungría | 1966 - 1967 | 10       | 2     |
| Békéscsaba 1912 Előre SE | Hungría | 1967 - 1978 | 101      | 16    |